# Apharetra purpurea
Apharetra purpurea är en fjärilsart som beskrevs av Mcdunnough 1940. Apharetra purpurea ingår i släktet Apharetra och familjen nattflyn. Inga underarter finns listade i Catalogue of Life.